# Férfi 10 000 méteres síkfutás az 1932. évi nyári olimpiai játékokon
Az 1932. évi nyári olimpiai játékokon az atlétika férfi 10 000 méteres síkfutás versenyszámának döntőjét július 31-én rendezték a Memorial Coliseumban.

## Rekordok
A versenyt megelőzően a következő rekordok voltak érvényben férfi 10 000 méteres síkfutásban:
| Világrekord     | Paavo Nurmi (FIN) | 30:06,2 | Kuopio, Finnország    | 1924. augusztus 31. |
| Olimpiai rekord | Paavo Nurmi (FIN) | 30:18,8 | Amszterdam, Hollandia | 1928. Július 29.    |

A versenyen új olimpiai rekord született:
| Janusz Kusociński (POL) | 30:11,4 | Los Angeles, USA | 1932. Július 31. |

## Eredmények
Az időeredmények másodpercben értendők. A rövidítések jelentése a következő:
- OR: olimpiai rekord
- DNF: nem ért célba

### Döntő
A döntőt Július 31-én rendezték.
| H     | Név                  | Nemzet                 | E          | Mj |
| ----- | -------------------- | ---------------------- | ---------- | -- |
| Arany | Janusz Kusociński    | Lengyelország (POL)    | 30:11,4    | OR |
| Ezüst | Volmari Iso-Hollo    | Finnország (FIN)       | 30:12,6    |    |
| Bronz | Lauri Virtinen       | Finnország (FIN)       | 30:35,0    |    |
| 4.    | Billy Savidan        | Új-Zéland (NZL)        | 31:09,0    |    |
| 5.    | Max Syring           | Németország (GER)      | 31:35,0    |    |
| 6.    | Jean-Gunnar Lindgren | Svédország (SWE)       | 31:37,0    |    |
| 7.    | Juan Morales         | Mexikó (MEX)           | 32:03,0    |    |
| 8.    | Clifford Bricker     | Kanada (CAN)           | nincs adat |    |
| 9.    | Masamichi Kitamoto   | Japán (JPN)            | nincs adat |    |
| 10.   | Shoichiro Takenaka   | Japán (JPN)            | nincs adat |    |
| 11.   | José Ribas           | Argentína (ARG)        | nincs adat |    |
| 12.   | Fernando Chacarelli  | Argentína (ARG)        | nincs adat |    |
| 13.   | Adalberto Cardoso    | Brazília (BRA)         | nincs adat |    |
|       | Eino Pentti          | Egyesült Államok (USA) | DNF        |    |
|       | Tom Ottey            | Egyesült Államok (USA) | DNF        |    |
|       | Lou Gregory          | Egyesült Államok (USA) | DNF        |    |